# Touhami Ennadre
Touhami Ennadre, né en 1953 à Casablanca (Maroc), est un photographe franco-marocain.

## Biographie
Touhami Ennadre émigre à Paris en 1961. Sa sœur cadette est la réalisatrice Dalila Ennadre (1966-2020).
L'œuvre de Touhami Ennadre comprend des portraits photographiques classiques ainsi que des études de corps plongés dans un noir profond. Autodidacte, il utilise des lampes de poche pour créer l'atmosphère lumineuse particulière de ses photos.
Il travaille régulièrement à New York, où il a réalisé les séries New York Nine-Eleven, New York Nightclub, Under New York et Trance.

## Expositions

### Expositions personnelles
- 12 novembre - 30 décembre 1999 : Von Einem und Von Allem, Musée diocésain d'Obermünster, Ratisbonne[2].
- 8 juin - 15 septembre 2002 : New York, September 11th, 2001, Documenta11, Cassel[3].
- 22 juin 2022 - 30 janvier 2023 : Qasida noire : oeuvres photographiques d'Ennadre, Musée Mohammed VI d'art moderne et contemporain, Rabat[4],[5].

### Expositions collectives
- 13 octobre - 10 décembre 1995 : Vital : three contemporary African artists : Farid Belkahia, Touhami Ennadre, Cyprien Tokoudagba, Tate Gallery, Liverpool[6].
- 1997 : Die Anderen Modernen: Zeitgenössische Kunst aus Afrika, Asien und Lateinamerika, Haus der Kulturen der Welt, Berlin.
- 13 septembre - 18 octobre 1998 : The Edge of Awareness, Museum of Modern Art (MoMA), New York[7].
- 27 mars - 26 août 2012 : Le Corps découvert, Institut du monde arabe (IMA), Paris[8].

## Publications
- Alain Jouffroy (photogr. Touhami Ennadre), Notre-Dame de Paris, Paris, Éditions CNMS, coll. « Monuments en paroles », 1992, 93 p. (ISBN 2-85822-107-3).
- (de) Geist in Stein : Lebensbilder einer Kathedrale. Der Regensburger Dom  (photogr. Touhami Ennadre), Regensburg, Schnell und Steiner, 2000, 86 p. (ISBN 978-3-7954-1255-5).
- (en + de + fr) If you see something say something  (trad. Matthias Wolf ; Corinne Mégy), Ostfildern-Ruit, Hatje Cantz Verlag, 2004, 157 p. (ISBN 978-3-7757-9180-9).